# プティニャーノ
プティニャーノ（イタリア語: Putignano）は、イタリア共和国プッリャ州バーリ県にある、人口約2万7000人の基礎自治体（コムーネ）。

## 地理

### 位置・広がり

#### 隣接コムーネ
隣接するコムーネは以下の通り。
- カステッラーナ・グロッテ
- コンヴェルサーノ
- ジョーイア・デル・コッレ
- ノーチ
- トゥーリ

## 行政

### 分離集落
プティニャーノには、以下の分離集落（フラツィオーネ）がある。
- Bacano, Chiancarosa, Gorgo di Mola, Marchione, Parco Grande, San Michele, San Michele in Monte Laureto, San Pietro Piturno

## 交通

### 鉄道
- スド・エスト鉄道
  - バーリ＝マルティーナ・フランカ＝ターラント線 (it:Ferrovia Bari-Martina Franca-Taranto) 
  - バーリ＝カザマッシマ＝プティニャーノ線 (it:Ferrovia Bari-Casamassima-Putignano)